# Ragnars saga loðbrókar

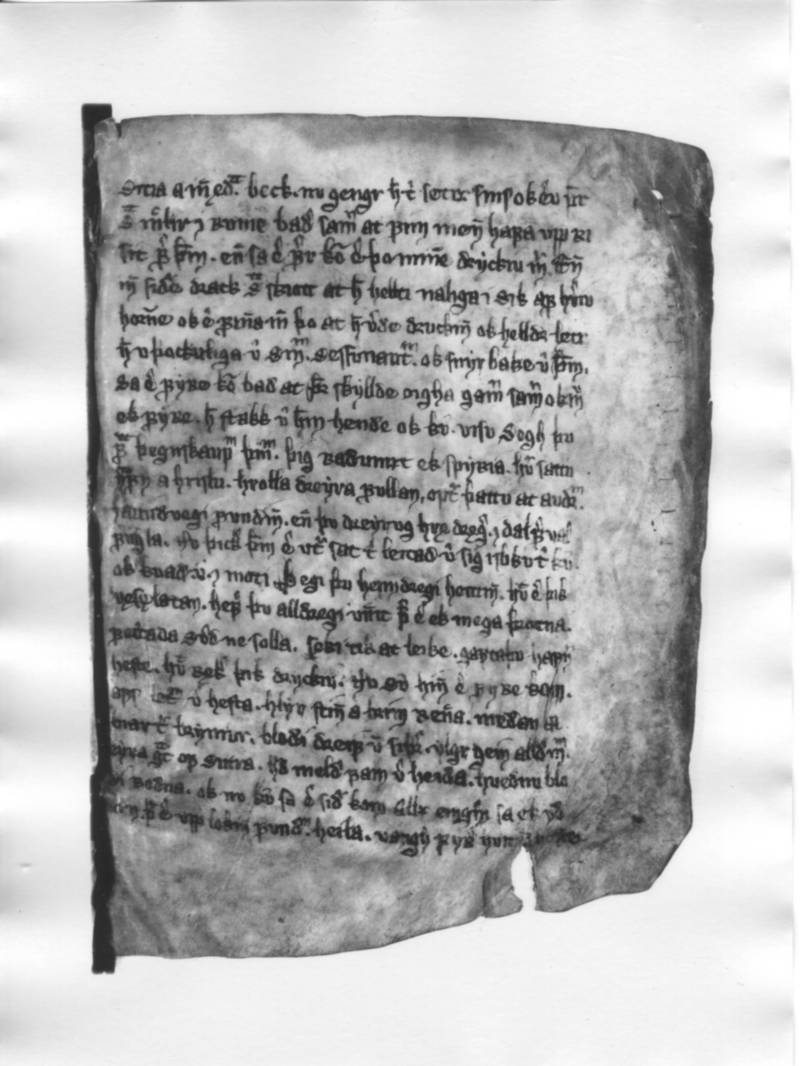
Handschrift der Ragnars saga loðbrókar

Die Ragnars saga loðbrókar (deutsch Saga von Ragnar Lodbrok) ist eine altnordische Saga über den Wikingerführer und dänischen König Ragnar Lodbrok im 9. Jahrhundert.

## Inhalt
Kindheit und Jugend von Aslaug werden beschrieben. Es folgt der Kampf von Ragnar mit einem Lindwurm. Ragnar heiratet Thora Borgarhjort. Sie haben die Söhne Ivar, Björn, Hvitserk und Sigurd. Thora stirbt. Ragnar heiratet Aslaug, Tochter von Sigurd und Brynhild. Es folgen die Darstellung der Taten der Söhne. Am Ende stirbt Ragnar durch König Ælle von Northumbria in einer Schlangengrube.

## Handschrift
Die Ragnars saga loðbrókar ist in einer Pergamenthandschrift von um 1400 überliefert. Sie schließt dort unmittelbar an einen Text der Völsunga saga an. Die Handschrift befindet sich heute in der Dänischen Königlichen Bibliothek in Kopenhagen, Sigel Ny kgl. Saml. (NKS) 1824 b 4° folio.

## Ausgaben
- Ulf Diedrichs (Hrsg.): Nordische Nibelungen. Die Sagas von den Völsungen, von Ragnar Lodbrok und Hrolf Kraki (= Diederichs Gelbe Reihe. 54). Aus dem Altnordischen übertragen von Paul Herrmann. 2. Auflage. Eugen Diederichs, München 1993, ISBN 3-424-00794-3.
- Friedrich Heinrich von der Hagen (Übers.): Ragnar-Lodbroks-Saga und Norna-Gests-Saga (= Nordische Heldenromane. Bändchen 5). Joseph Max und Komp., Breslau 1828, Digitalisat.